# OPML
OPML é um formato XML de listagem nativo de aplicações outliner, porém, é utilizado para listar feeds RSS que podem ser abertos e lidos por agregadores de feed. Foi inicialmente desenvolvido pela Radio UserLand.
A especificação de OPML define como uma lista hierárquica composta de elementos arbitrários.
Sua tecnologia permite que o usuário faça um backup dos endereços de feeds RSS que costuma ler podendo transportá-lo entre um agregador e outro que seja compativel com este formato de arquivo e compartilhar sua leitura com outros enviando sua lista a eles.
O ícone original desenvolvido pelo projeto OPML Icon de padronização entrou em consenso devido a sua semelhança ao logotipo da loja virtual do grupo Amazon, Target.

## Composição XML
Os elementos padrão que contém o arquivo XML OPML são:
- <opml version="1.0">

É o elemento raiz. Contém o atributo e sua versão e os elementos <head> e <body>.
- <head>

Contém os metadados. Poder conter diversos elementos como title, dateCreated, dateModified, ownerName, ownerEmail, expansionState, vertScrollState, windowTop, windowLeft, windowBottom, windowRight. Cada elemento é apenas um elemento simples de texto. dateCreated e dateModified devem conter formatos de data específicados em RFC 822.
- <body>

Nele estão os elementos da lista.
- <outline>

Representa uma linha na lista. Pode conter o número de todos os itens e sub-itens da lista. Atributos comuns contém text (texto) and type (tipo).

## Validando o OPML
Dave Winer criou um conjunto de dicas para validar um documento OPML e junto desdas um validador de OPML em estágio beta.

## Ligações Externas
- Opml.org Site da especificação opml.
- OPMLIcons.com ícones padrão de uso livre de arquivos OPML.